# Campyloneurum inflatum
Campyloneurum inflatum är en stensöteväxtart som beskrevs av M.Mey. och David Bruce Lellinger. Campyloneurum inflatum ingår i släktet Campyloneurum och familjen Polypodiaceae. Inga underarter finns listade.